# Муавія I

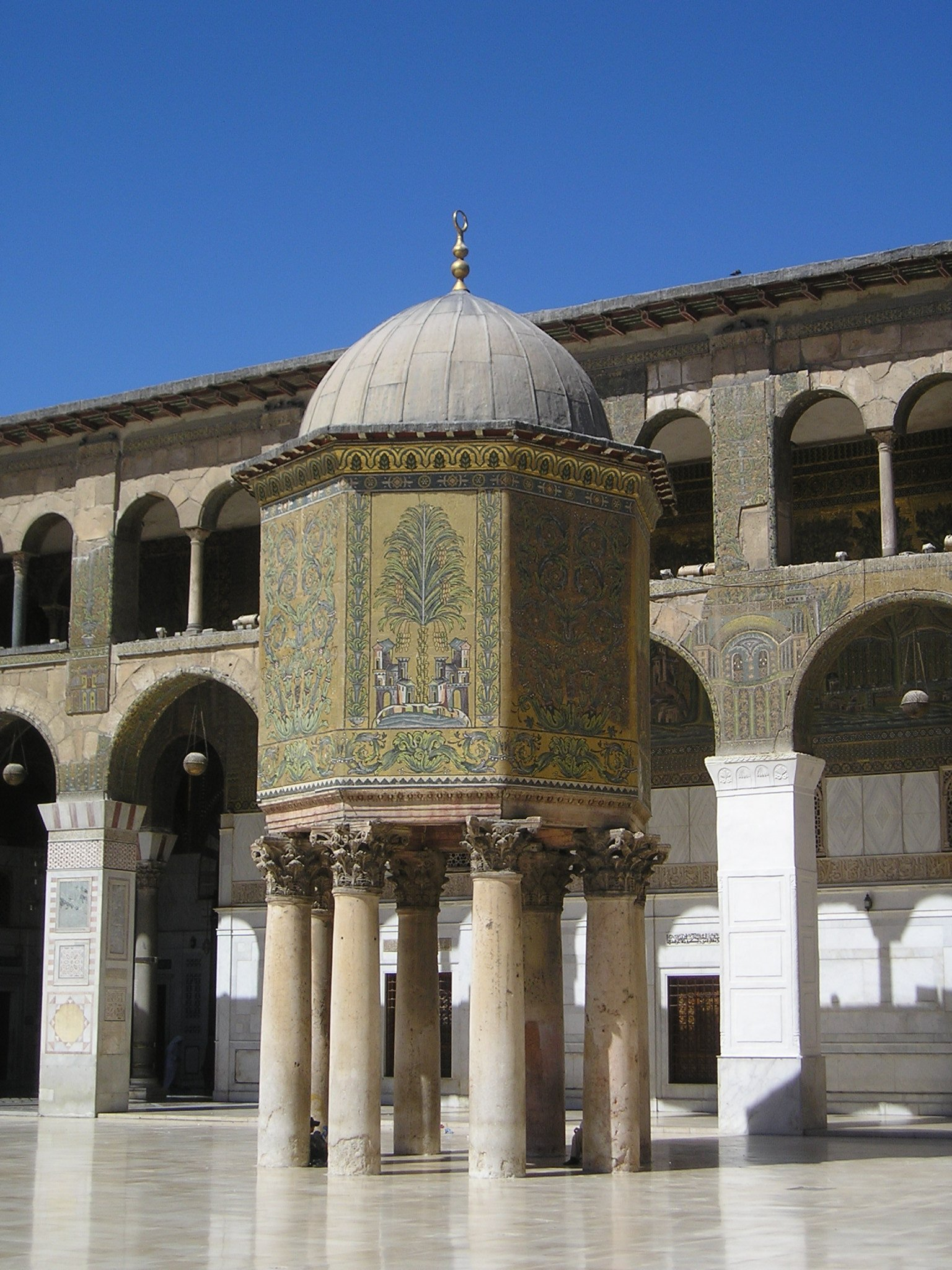
Мечеть Муавії I Омеяда

Муавія I (602—680) — 1-й халіф Арабського халіфату з роду Омейї. Правив у 661—680. Походив з родини Омеядів.

## Життєпис
Був сином Абу Суф'яна — супротивника пророка Мухаммада, який прийняв іслам згодом в день завоювання Мекки і також став мусульманином. Походив із знатної арабської родини, однією з гілок курайшитів. Зробив блискучу військову та політичну кар'єру за часів халіфів Омара та Османа. Під час арабського завоювання Сирії, Палестини та Єгипту проявив себе як здібний військовий очільник.
Муавія був ініціатором створення арабського військового флоту. Створити його Муавії вдалося при підтримці халіфа Османа. У 647 році флот на чолі із Муавією захопив острів Кіпр.
Надалі за значні досягнення він був призначений намісником Сирії. Він займав цю посаду протягом 20 років. Праведні халіфи високо цінували його досвід на цій посаді.

Боротьба за владу в Арабському халіфаті. Володіння Муавії окреслено червоним, Амс ібн аль-Амса — синім, Алі ібн Абу Таліба — зеленим

 Розпочалася тривала боротьба, приводом до якої стали розбіжності у поглядах між Алі та Муавією. Муавія прагнув помститися вбивцям попереднього халіфа Усмана (Усман був його родичем і на той час існував звичай кровної помсти за родичів, цей звичай підтвердив і іслам). Алі ж, на той час займаючи пост халіфа, вважав за краще відкласти цю помсту. У 657 році відбулася велика битва при Сіфіні між військами Муавії та армією Алі. Ніхто із супротивників не здобув вирішальної перемоги. Але все ж таки користь мав більше Муавія, тому що серед прихильників Алі виникла колотнеча — 12 тисяч вояків залишили його армію. Їх стали називати хариджитами. Згодом ця група харіджитів вбила Алі. Муавія дуже засмутився через це і плакав, коли про це дізнався. Незважаючи на розбіжності у поглядах з Алі, він завжди робив все для єдності мусульман і глибоко поважав сподвижників Пророка Мухаммада, а також всю його родину.
Муавія став халіфом у 661 році.
Він був справедливим правителем і втілив багато досягнень на благо держави. За часів його правління засновано першу поштову систему (поштові станції), відкрито центр наукових досліджень, удосконалено безпекову систему в Халіфаті. Сам Муавія дуже цікавився історією і наказав укласти першу історичну працю про правителів різних часів. Це перший подібний твір з всесвітньої історії в арабському суспільстві.
Муавія був відданим мусульманином і також передав деякі хадиси (розповіді про висловлювання і вчинки Пророка Мухаммада). Він завжди намагався дотримуватись ісламу, коли вчений його часів на ім'я Абу Муслім робив йому релігійні настанови, то Муавія завжди дослухався до них. 
З ім'ям Муавії пов'язано будівництво першої мечеті. 
Боячись замахів Муавія впровадив звичай, згідно з яким халіфа супроводжував загін списоносців-охоронців. Він також увів монархічний уклад, закріпивши владу халіфа за своїм родом. Муавія зробив своїм наступником сина Язіда.